# Dương Diên Chiêu
Dương Diên Chiêu (chữ Hán: 杨延昭; 958 - 1014), còn được gọi là Dương Lục Lang (楊六郎), là một nhà quân sự đầu thời Bắc Tống. Ông là con trai của danh tướng Dương Nghiệp và là người lãnh đạo thứ hai của Dương gia tướng.

## Tiểu sử
Diên Chiêu là con trai của Dương Nghiệp và Chiết thái quân. Nguyên danh của ông là Diên Lãng, nhưng sau đó sợ kỵ huý chữ "Lãng" của tổ tiên nhà Tống là Triệu Huyền Lãng nên Tống Chân Tông đổi lại thành Diên Chiêu. Thời thơ ấu, Dương Diên Chiêu sống trong cuộc sống bình lặng, gia giáo, và quân sự. Ông là con trai trưởng của Dương Nghiệp, tuy nhiên truyện lại ghi chép rằng ông đứng thứ sáu, nhầm lẫn biệt hiệu "Lục Lang" của ông. Nguyên thời Đường Mạt - Tống Sơ, người Hán có tập tục tính con cháu theo thứ tự của dòng họ chứ không phải gia đình, nên dù Diên Lãng là trưởng tử của Dương Nghiệp, nhưng đứng thứ sáu trong dòng họ, nên xưng "Lục Lang". Bởi Liêu hay bại trận dưới tay ông, nên cũng kêu là "Lục Lang", và cũng bởi sao Lục Lang Tinh chiếu mạng Yên Vân, nên họ đâm sợ hãi. Tuy nhiên, ông là một người trầm tĩnh, mưu lược và có tính lĩnh ngộ rất cao, thuần thục binh pháp và Dương Gia Thương. Ông sớm theo cha lập nghiệp tướng, mở đầu những ngày đầu tiên của Dương Gia Tướng. Trong số các con của Dương Nghiệp, chỉ có ông là được đánh giá cao nhất.

## Phục vụ cho Bắc Tống

### Thời Thái Tông
Nhờ khói lửa chiến tranh, Dương Diên Chiêu đã trở thành một vị tướng dũng cảm và đầy năng lực. Sau khi Bắc Hán hàng Tống, ông cùng cha giải giáp quy hàng Tống Thái Tông, mở đầu gia đoạn Dương Gia Tướng, bảo vệ cho mặt Bắc của nhà Tống. Vì rất quý mến tài năng, năng lực của họ Dương, Thái Tông gả cho ông Sài Quận Chúa, hoàng tộc Hậu Chu. Ông có ba người con trai, Dương Truyền Vĩnh (楊傳永), Dương Đức Trình (楊德政), và Dương Văn Quảng (楊文廣).
Ông đã được cùng cha và em trai Dương Diên Ngọc của mình đi lên biên cương, bảo vệ mặt Bắc cho nhà Tống. Sau khi Thái Tông thua trận tại Cao Lương Hà, chạy về Quan Nam, ông cùng cha hộ giá Thái Tông về ải Dịch Châu, liên tiếp đâm chết vô số tướng Liêu, trong đó còn có vài tướng hoàng thân. Giống cha là Dương Nghiệp, ông rất giỏi dùng mưu mẹo và chiến thuật, khiến quân Liêu khốn đốn trên mặt trận. Vì lẽ này mà hai cha con ông liên tiếp được thăng chức, gây nhức nhối cho không biết bao nhiêu quan tướng triều Tống.
Năm 980, Liêu Cảnh Tông nam chinh bị thua trận tại Mãn Thành, xua quân hơn 10 vạn tiến đánh Nhạn Môn Quan. Cha con ông xuất kỵ binh tiến đánh, giết chết hoàng thân Tiêu Đốt Lý, khiến quân Liêu đại bại, giữ vẹn toàn Nhạn Môn Quan, gây nên thanh thế "Dương Vô Địch" cho toàn Dương Gia Quân.
Năm 982 (tức năm Thái Bình Hưng Quốc thứ 7), Liêu Cảnh Tông băng, con trai còn nhỏ lên ngôi, Tiêu thái hậu xưng chế, lập tức phái 10 vạn quân Khiết Đan đánh Nhạn Môn Quan. Diên Chiêu theo cha trước phá quân địch, sau đánh qua đất Liêu, chém ba ngàn thủ cấp, phá 36 đài bảo, bắt sống một vạn già trẻ, năm vạn bò ngựa.
Năm 986, Tống Thái Tông phái Phan Mỹ và cha ông là Dương Nghiệp tấn công nước Liêu, tiến hành công cuộc "Ung Hy Bắc Phạt". Tuy nằm trong thiểu số bất tán đồng quan điểm, nhưng ông vẫn hăng hái đánh Liêu. Trong trận đánh thu phục Sóc Châu, dù bị thương ở khuỷu tay, ông vẫn hăng hái chiến đấu. Do sự nhút nhát sai lầm của Phan Mỹ nên toàn bộ Dương gia quân bị vây chặt ở Trần Gia Cốc. Không có viện quân Tống, toàn Dương gia quân bị tử mạng, Dương Nghiệp và Dương Diên Ngọc cùng bộ tướng hy sinh nơi sa trường, chỉ có mình ông là người duy nhất sống sót trở về.
Khi hồi triều, ông dâng sớ chỉ trích Mễ Tín, Tào Bân, Điền Trọng Tiến, Phan Mỹ, kêu oan cho Hà Hoài Phổ, làm náo động triều đình, trả hận cho cha. Tống Thái Tông vì đó mà giáng chức một loạt những quan đại thần. Dương Lục Lang từ đó trở thành người chống cột của Dương gia. Ông liên tục nhờ sứ Tống sang Liêu đòi hỏi hài cốt của cha mình, nhưng lần nào Liêu cũng viện cớ Dương Nghiệp "mồ yên mả đẹp" mà không trả lại. Kể từ đó, Dương Diên Chiêu oán thù người Liêu, cứ mong có cơ hội để đánh phá quân Liêu.

### Thời Chân Tông
Vào các năm 999 và 1000, ông được Tống Chân Tông cử làm tướng để phòng bị quân Liêu, bảo vệ lãnh thổ nhà Tống. Nổi tiếng là mưu thâm kế độc, quân Liêu nhiều lần tập kích khu vực biên ải nơi ông đóng quân nhưng không tài nào đánh nổi Diên Chiêu, đổi lại còn bị thảm bại.
Toại thành, mùa đông năm 999, người Liêu xâm phạm. Phó Tiềm sợ người Liêu mà không ra quân, khi Diên Chiêu và Dương Tự (bộ tướng của ông) xin ra quân thì bị trách mắng. Phạm Đình Triệu nhận được thánh chỉ từ Biện Kinh, buộc Phó Tiềm ra quân, Tiềm chỉ phát cho 8000 quân. Đình Triệu cầu cứu Khang Bảo Duệ ở Tinh châu. Bảo Duệ đưa quân tới giúp nhưng bị quân Liêu giết chết, Đình Triệu lui về Doanh châu. Quân ít, lương thiếu, ông tổ chức dân chúng làm lính thay thế. Trời lạnh tuyết rơi, quân Liêu thì đốc thúc công thành. Ông lệnh đổ nước lên tường thành, khiến cho quân Liêu không thể công phá. Đợi Liêu quân mỏi mệt, đổi hướng sang sông Đức Lệ, ông xuất kỵ binh ra đánh, thu được hơn trăm ngàn khôi giáp, vô số khí giới, và mấy thớt ngựa tốt của quân Liêu. Người Khiết Đan rất sợ ông, còn gọi Toại thành là "Thiết Toại Thành".
Đến mùa đông năm 1000, Khiết Đan lại nam hạ, bị Dương Diên Chiêu đánh bại.
Tại Dương Sơn, huyện Từ Thủy, mùa đông năm 1001, Liêu lại nam hạ gây hấn, muốn chiếm luôn châu huyện của Tống. Ông triệt đường rút của quân Liêu nam hạ, tiêu diệt toàn bộ quân Liêu và đâm chết tướng Liêu ngay trên chiến trường, khiến cho Chân Tông nở mặt. Ông liền được sắc phong làm Đoàn Luyện Sứ.
Trong trận chiến Thiền Uyên, Tống Chân Tông ngự giá thân chinh cùng với đại quân viện trợ, ông hăng hái tích cực tham gia, mong sao nếu như thay đổi được tình thế, sẽ cùng Khấu Chuẩn tâu việc Bắc Phạt. Hai bên kịch chiến tại mặt trận Thiền Uyên. Tướng Liêu là Tiêu Thát Lãm bị bắn tên vào đầu mà chết, Liêu quân đại bại, lại bị quân Tống vây khốn, mất lương thực, tình thế không còn lợi lộc gì. Nhưng, trước đà thắng lợi, Chân Tông lại đòi hòa đàm. Thất vọng, Diên Chiêu đánh trận cuối cùng, dồn ép quân Liêu vào thế bí, phải bỏ lại ngựa và khôi giáp mà về nước. Nhưng Chân Tông vẫn cố chấp, nhất mực ký Hoà Ước Thiền Uyên. Dẫu vậy, khi về triều, Chân Tông cũng vẫn ban thưởng, khen tặng, mặc cho thái độ của Diên Chiêu lúc này đã thay đổi với hoàng đế triều Tống.

### Hậu chiến và tuổi già
Từ đó trở về sau, quân Liêu được tiền của vô tận, còn quân Tống thì chán nản vì sự bôi nhọ từ chính Hoàng Đế của mình. Dương Diên Chiêu hay sinh tức giận, không lâu sau đâm ra chán nản, chỉ"ngồi chơi xơi nước"nơi biên thùy, được phong làm Mạc Châu Phòng ngự sứ, Cao Dương quan Phó Đô Bộ Thự.
Năm 1014, ông mang bệnh trong mình. Biết không còn sống lâu hơn nữa, ông hiến kế sách và sách lược giữ nước cho Chân Tông Hoàng Đế. Giống như cha ông ngày trước, ông cũng ung đúc, đào tạo con trai mình những binh thư, thương pháp, nhưng trong ba người con trai, chỉ có mỗi Dương Văn Quảng là kế thừa nghiệp binh.
Dương Diên Chiêu mất năm 1014, thọ 56 tuổi, tại Cao Dương Quan, Hà Bắc. Tống Chân Tông tiếc thương, cho táng theo lễ Hầu.

## Gia đình
Dương Diên Chiêu có ba người con là Dương Truyền Vĩnh, Dương Đức Chính và Dương Văn Quảng. Hai người con trưởng chỉ giỏi tài văn chương, còn Dương Văn Quảng tiếp nối sự nghiệp cha ông, từng làm phó tướng trấn thủ biên giới Tống - Hạ, thống lĩnh Thiết Kỵ quân, cùng Địch Thanh đánh Nùng Trí Cao, thảo ra kế hoạch bắc phạt thu phục 16 châu Yên Vân, nhưng không được cân nhắc, qua đời anh hùng không đất dụng võ.
Tiểu thuyết Dương gia tướng diễn nghĩa ghi chép rằng ông có con trai là Dương Tôn Bảo, nhưng thực tế nhân vật Dương Tôn Bảo có thể không hề tồn tại. Trên một bia đá tìm thấy được ở Tân An, có ghi chép chi tiết Dương Tôn Bảo là cháu gái (chứ không phải là cháu trai) của Dương Nghiệp.